# Efa Iwara
Efa Iwara es un actor y rapero nigeriano.

## Biografía
Efa nació el 30 de agosto de 1990 en Ibadán, estado de Oyo. Su padre era profesor de lingüística y su madre, bibliotecaria.
Se graduó de la Universidad de Ibadán, con una licenciatura en Geografía.

## Carrera
Comenzó su carrera como músico en 2006 en un grupo llamado X-Factor. Tras la disolución del grupo, lanzó su primer sencillo y un EP de 5 pistas llamado Waka EP en 2011. Su último sencillo oficial se tituló "Fall in Love" con Plantashun Boiz en 2014.
Debutó como actor en un episodio de Tinsel en 2011. Su siguiente aparición fue en la primera temporada de MTV Shuga Naija en 2013. Estuvo ausente de la actuación hasta 2016 cuando participó en Life 101 de Ebonylife TV. Desde entonces, se unió a series de televisión como Ajoche, Rumor Has It y The Men's Club.￼ También participó en películas como Isoken, Seven y Rattlesnake: The Ahanna Story. Obtuvo su primera nominación en los Africa Magic Viewers 'Choice Award (AMVCA) por su actuación en Seven.

## Filmografía

### Televisión
| Año  | Título                               | Rol        | Notas                                | Ref.   |
| ---- | ------------------------------------ | ---------- | ------------------------------------ | ------ |
| 2013 | MTV Shuga                            |            |                                      | [ 5 ]  |
| 2018 | The Men's Club                       | Tayo       | Junto a Ayoola Ayolola y Sharon Ooja | [ 6 ]  |
| 2018 | Rumour Has It                        |            |                                      | [ 5 ]  |
| 2018 | Ajoche                               |            |                                      | [ 7 ]  |
| 2018 | Corper Shun                          |            |                                      | [ 8 ]  |
| 2021 | Ricordi                              |            |                                      | [ 9 ]  |
| 2021 | King of Boys: The Return of the King | Dapo Banjo | Junto a Sola Sobowale y Toni Tones   | [ 10 ] |

### Cine
| Año  | Título                        | Rol    | Notas                                    | Ref.   |
| ---- | ----------------------------- | ------ | ---------------------------------------- | ------ |
| 2020 | This Lady Called Life         | Obinna | Junto a Bisola Aiyeola                   | [ 11 ] |
| 2020 | Finding Hubby                 |        |                                          |        |
| 2020 | Rattlesnake: The Ahanna Story | Bala   |                                          | [ 12 ] |
| 2020 | The Sessions                  |        |                                          | [ 13 ] |
| 2019 | Seven                         |        | Junto a Richard Mofe-Damijo y Sadiq Daba | [ 14 ] |
| 2018 | The Eve                       |        |                                          |        |
| 2017 | Isoken                        |        |                                          | [ 15 ] |
| 2016 | Put a Ring on It              |        |                                          | [ 16 ] |

## Premios y nominaciones
| Año  | Premiación                         | Categoría                                  | Nominado     | Resultado | Ref.   |
| ---- | ---------------------------------- | ------------------------------------------ | ------------ | --------- | ------ |
| 2020 | Best of Nollywood Awards           | Mejor actor en un papel principal - Inglés | The Sessions | Nominado  | [ 2 ]  |
| 2020 | Best of Nollywood Awards           | Mejor beso en una película                 | The Sessions | Nominado  | [ 17 ] |
| 2020 | Africa Magic Viewers Choice Awards | Mejor actor de drama                       | Seven        | Nominado  | [ 18 ] |
| 2021 | NET Honours                        | Actor más popular                          |              | Nominado  | [ 19 ] |